# Taeniodera marmorata
Taeniodera marmorata är en skalbaggsart som beskrevs av Wallace 1867. Taeniodera marmorata ingår i släktet Taeniodera och familjen Cetoniidae. Inga underarter finns listade i Catalogue of Life.